# Grabovac Banski
Grabovac Banski is een plaats in de gemeente Petrinja in de Kroatische provincie Sisak-Moslavina. De plaats telt 223 inwoners (2001).